# Микола Нападієвич
Микола Нападевич, або Микола Нападієвич (також Микола Нападієвич фон Вєнцковський — пол. Mikołaj Napadiewicz Edler von Więckowski, Микола Нападієвич-Вєнцковський; 9 березня 1779, Увисла — 11 квітня 1845, Львів) — український правник, декан і ректор Львівського університету, почесний громадянин Львова.

## Життєпис
Походив із простої селянської родини. Середню освіту здобув у Збаражі. Вивчав право у Львівському університеті, а в 1807 році здобув ступінь доктора права в Ягайлонському університеті. У 1810—1828 роках працював адвокатом у шляхетському суді у Львові. Від 1813 року пов'язав свою діяльність зі Львівським університетом, де здобув ступінь доктора філософії (1817). Викладав на двох факультетах: права (природне, народів і кримінальне) та філософії, де тричі був деканом. У 1828—1829 роках був ректором Львівського університету.
У 1811 році одружився з Францішкою з Холецьких, з якою мав двох синів: Едварда (пом. 1881, радник Найвищого трибуналу у Відні) і Олександра (доктор права). Купив собі земельну власність, а в 1834 р. імператор Фердинанд надав йому диплом шляхецтва.
Помер у Львові, похований у селі Вячковичах, своєму маєтку (нині Вербівка, Самбірський район, Львівської області).

## Відзнаки
- Почесний громадянин Львова (1823)[2]
- Шляхетський титул першого ступеня (1834).